# Épidemaïs Croisières
Épidemaïs Croisières  est une attraction aquatique de type tow boat ride, située dans le parc à thème français Parc Astérix à Plailly, dans l’Oise.
Située dans la partie « La Gaule », cette attraction est construite par Intamin et ouvre le 30 avril 1989, en même temps que le parc. Elle est la plus proche de l'univers de la bande dessinée car elle est alors la seule, hormis le Carrousel de César, à présenter les personnages d'Astérix ainsi que des scènes faisant directement écho aux bandes dessinées.
L'attraction accueille les visiteurs dans ses seize embarcations de seize places. Sa capacité est de 1 600 personnes par heure. Les enfants jusqu'à 1,30 m doivent être accompagnés d'un adulte.
Appelée jusqu'en 1998 « La balade d'Astérix », elle change de nom pour le dixième anniversaire du parc en 1999 et devient « Épidemaïs Croisières ». De nombreux personnages, notamment celui d'Épidemaïs, font alors leur arrivée sur le parcours, largement remanié. À cette occasion, les animatroniques bordant le parcours sont remplacés par des statues immobiles. Ainsi, plusieurs tableaux mobiles, comme celui d'Astérix prenant sa potion magique ou d'Idéfix mordant les fesses d'un romain, sont supprimés. L'intérêt des visiteurs pour cette traversée régresse alors car ces changements la rendent moins attirante. À partir de 2010, de nouveaux automates et aménagements redonnent du mouvement sur les rives.

## Le parcours actuel
Les visiteurs embarquent dans les radeaux grâce à un grand disque tournant. Le circuit du monorail, modèle Pedal Car « Les Espions de César » croise celui des bateaux. La voie d'eau ceinture le village gaulois. Accompagnée par une bande son, la traversée se fait dans le sens des aiguilles d'une montre. 
Suivi par son étalage, Épidemaïs est le premier personnage rencontré. Un tableau inspiré de Astérix chez Rahàzade montre Pourkoipàh, Cékouhaçà et Rahàzade sur un éléphant. Cet album est le dernier paru lors de l'ouverture du parc. Sur un esquif en papyrus, Cléopâtre, Amonbofis, Tournevis et Numérobis symbolisent Astérix et Cléopâtre. Une scène représentant Astérix chez les Helvètes est habitée par Petisuix. 
Le radeau s’engage alors dans la partie parcours scénique de l'attraction. Cette section se situe exactement derrière les gradins du spectacle Du Rififi dans la basse-cour. Plusieurs sangliers précèdent Kiçàh représenté sur son tapis volant face à un indien de La Grande Traversée, puis un tableau symbolisant Astérix en Hispanie se compose de Soupalognon y Crouton et Pépé entre autres. 
À la sortie du parcours scénique, Acidenitrix est le représentant du Grand Fossé. L'auberge du marcassin rieur symbolise l'entrée dans le village gaulois. Elle est peuplée par l'aubergiste Orthopédix du Cadeau de César, par Jolitorax de Astérix chez les Bretons et par un romain. À côté, Coriza, la fille d'Orthopédix est accompagnée de Coudetric, guerrier de Astérix et les Goths. Des gaulois anonymes précèdent Astérix, Obélix et Idéfix. Ensuite Falbala, Abraracourcix, Bonemine, Agecanonix, Mme Agecanonix, Ordralfabétix et sa femme, Iélosubmarine, sont devant la hutte du chef gaulois. Cétautomatix et Assurancetourix sont présents sur la rive d'en face. Plutoqueprévus, légionnaire du Combat des chefs est le premier des douze romains tombés après une bagarre dans le camp de Babaorum. Après le débarquement, la sortie mène au village gaulois.